# 玉隆乡
玉隆乡，是中华人民共和国四川省甘孜藏族自治州德格县下辖的一个乡镇级行政单位。

## 行政区划
玉隆乡下辖以下地区：
白日一村、白日二村、火然村和绒青村。